# Lissotorymus
Lissotorymus is een geslacht van vliesvleugeligen uit de familie Torymidae. De wetenschappelijke naam van dit geslacht is voor het eerst geldig gepubliceerd in 1961 door Kamijo.

## Soorten
Het geslacht Lissotorymus is monotypisch en omvat slechts de volgende soort:
- Lissotorymus laevigatus Kamijo, 1961